# Кожица
Ко́жица (в верховье Олоне́ц; устар. Хо́йкка-о́я, устар. Хо́йкка-я́рви; фин. Koskitsanjoki) — река в России, протекает в Приозерском и Всеволожском районах Ленинградской области. Устье реки находится в 33 км по левому берегу реки Вьюн. Длина реки — 12 км.

## География
Олонец вытекает из озера Нырково юго-восточнее станции Орехово. Вскоре принимает правый приток — ручей Прыткий, где меняет название на Кожицу. Далее течёт на восток, затем на юг и впадает в реку Вьюн.
В 1917—1939 годах по реке проходила государственная граница между Финляндией и СССР.

## Данные водного реестра
По данным государственного водного реестра России относится к Балтийскому бассейновому округу, водохозяйственный участок реки — Водные объекты бассейна оз. Ладожское без рр. Волхов, Свирь и Сясь, речной подбассейн реки — Нева и реки бассейна Ладожского озера (без подбассейна Свирь и Волхов, российская часть бассейнов). Относится к речному бассейну реки Нева (включая бассейны рек Онежского и Ладожского озера).
Код объекта в государственном водном реестре — 01040300212102000009836.